# Forrest City
Forrest City – miasto w Stanach Zjednoczonych, w stanie Arkansas, siedziba administracyjna hrabstwa St. Francis.

## Demografia
Według spisu w 2020 roku liczy 13 015 mieszkańców. W roku 2023 liczba mieszkańców spadła do 12 490 osób, a gęstość zaludnienia do 237,5 osoby/km².